# Yuma, Arizona
Yuma este un oraș și sediul comitatului Yuma, Arizona, Statele Unite. Populația orașului era de 77.515 conform Recensământului din anul 2000 al Statelor Unite, respectiv cu o estimată valoare de 87.423 efectuată în 2006 de același Census Bureau. 

## Geografie
Yuma se găsește foarte aproape de granița cu statul California la vest și cu statul Sonora din Mexic la sud. Yuma se găsește la vest de confluența dintre râul Gila și fluviul Colorado River.
Conform datelor culese de Biroul de recensăminte al Statelor Unite, orașul are o suprafață totală de 276,4 km2 (sau 106.7 mile pătrate), dintre care 276.2 km2, sau 99,93 %, reprezintă uscat și doar 0.2 km2, sau 0.07%, reprezintă apă.

## Clima
| Date climatice pentru Yuma, Arizona (Yuma Int'l), 1981–2010 normals, extremes 1878–present | Date climatice pentru Yuma, Arizona (Yuma Int'l), 1981–2010 normals, extremes 1878–present | Date climatice pentru Yuma, Arizona (Yuma Int'l), 1981–2010 normals, extremes 1878–present | Date climatice pentru Yuma, Arizona (Yuma Int'l), 1981–2010 normals, extremes 1878–present | Date climatice pentru Yuma, Arizona (Yuma Int'l), 1981–2010 normals, extremes 1878–present | Date climatice pentru Yuma, Arizona (Yuma Int'l), 1981–2010 normals, extremes 1878–present | Date climatice pentru Yuma, Arizona (Yuma Int'l), 1981–2010 normals, extremes 1878–present | Date climatice pentru Yuma, Arizona (Yuma Int'l), 1981–2010 normals, extremes 1878–present | Date climatice pentru Yuma, Arizona (Yuma Int'l), 1981–2010 normals, extremes 1878–present | Date climatice pentru Yuma, Arizona (Yuma Int'l), 1981–2010 normals, extremes 1878–present | Date climatice pentru Yuma, Arizona (Yuma Int'l), 1981–2010 normals, extremes 1878–present | Date climatice pentru Yuma, Arizona (Yuma Int'l), 1981–2010 normals, extremes 1878–present | Date climatice pentru Yuma, Arizona (Yuma Int'l), 1981–2010 normals, extremes 1878–present | Date climatice pentru Yuma, Arizona (Yuma Int'l), 1981–2010 normals, extremes 1878–present |
| Luna                                                                                       | Ian                                                                                        | Feb                                                                                        | Mar                                                                                        | Apr                                                                                        | Mai                                                                                        | Iun                                                                                        | Iul                                                                                        | Aug                                                                                        | Sep                                                                                        | Oct                                                                                        | Nov                                                                                        | Dec                                                                                        | Anual                                                                                      |
| ------------------------------------------------------------------------------------------ | ------------------------------------------------------------------------------------------ | ------------------------------------------------------------------------------------------ | ------------------------------------------------------------------------------------------ | ------------------------------------------------------------------------------------------ | ------------------------------------------------------------------------------------------ | ------------------------------------------------------------------------------------------ | ------------------------------------------------------------------------------------------ | ------------------------------------------------------------------------------------------ | ------------------------------------------------------------------------------------------ | ------------------------------------------------------------------------------------------ | ------------------------------------------------------------------------------------------ | ------------------------------------------------------------------------------------------ | ------------------------------------------------------------------------------------------ |
| Maxima istorică °F (°C)                                                                    | 88 (31)                                                                                    | 97 (36)                                                                                    | 102 (39)                                                                                   | 107 (42)                                                                                   | 120 (49)                                                                                   | 122 (50)                                                                                   | 124 (51)                                                                                   | 120 (49)                                                                                   | 123 (51)                                                                                   | 112 (44)                                                                                   | 98 (37)                                                                                    | 91 (33)                                                                                    | 124 (51)                                                                                   |
| Maxima medie °F (°C)                                                                       | 69.6 (20,9)                                                                                | 73.8 (23,2)                                                                                | 79.9 (26,6)                                                                                | 86.4 (30,2)                                                                                | 95.3 (35,2)                                                                                | 103.5 (39,7)                                                                               | 106.8 (41,6)                                                                               | 106.2 (41,2)                                                                               | 101.3 (38,5)                                                                               | 89.9 (32,2)                                                                                | 77.5 (25,3)                                                                                | 68.3 (20,2)                                                                                | 88,2 (31,2)                                                                                |
| Minima medie °F (°C)                                                                       | 47.6 (8,7)                                                                                 | 50.1 (10,1)                                                                                | 54.4 (12,4)                                                                                | 59.6 (15,3)                                                                                | 67.3 (19,6)                                                                                | 74.6 (23,7)                                                                                | 82.1 (27,8)                                                                                | 82.3 (27,9)                                                                                | 76.5 (24,7)                                                                                | 65.0 (18,3)                                                                                | 53.9 (12,2)                                                                                | 46.6 (8,1)                                                                                 | 63,3 (17,4)                                                                                |
| Minima istorică °F (°C)                                                                    | 22 (−6)                                                                                    | 25 (−4)                                                                                    | 31 (−1)                                                                                    | 38 (3)                                                                                     | 39 (4)                                                                                     | 50 (10)                                                                                    | 61 (16)                                                                                    | 58 (14)                                                                                    | 50 (10)                                                                                    | 35 (2)                                                                                     | 29 (−2)                                                                                    | 22 (−6)                                                                                    | 22 (−6)                                                                                    |
| Precipitații inches (mm)                                                                   | 0.36 (9.1)                                                                                 | 0.33 (8.4)                                                                                 | 0.34 (8.6)                                                                                 | 0.12 (3)                                                                                   | 0.03 (0.8)                                                                                 | 0.01 (0.3)                                                                                 | 0.26 (6.6)                                                                                 | 0.52 (13.2)                                                                                | 0.53 (13.5)                                                                                | 0.21 (5.3)                                                                                 | 0.20 (5.1)                                                                                 | 0.45 (11.4)                                                                                | 3,36 (85,3)                                                                                |
| Nr. de zile cu precipitații (≥ 0.01 in)                                                    | 2.3                                                                                        | 2.0                                                                                        | 1.8                                                                                        | .8                                                                                         | .4                                                                                         | .2                                                                                         | .9                                                                                         | 2.3                                                                                        | 1.2                                                                                        | 1.1                                                                                        | 1.0                                                                                        | 2.1                                                                                        | 16,2                                                                                       |
| Ore însorite                                                                               | 268.4                                                                                      | 270.8                                                                                      | 335.5                                                                                      | 365.5                                                                                      | 407.4                                                                                      | 415.4                                                                                      | 392.6                                                                                      | 375.6                                                                                      | 341.7                                                                                      | 319.6                                                                                      | 270.1                                                                                      | 252.7                                                                                      | 4.015,3                                                                                    |
| Sursă: NOAA                                                                                |                                                                                            |                                                                                            |                                                                                            |                                                                                            |                                                                                            |                                                                                            |                                                                                            |                                                                                            |                                                                                            |                                                                                            |                                                                                            |                                                                                            |                                                                                            |

## Locuitori faimoși
- Cesar Chavez
- Bengie Molina[6]
- Lou Dobbs
- Curley Culp
- Jesus Garate
- Selina Ramirez